# Messerschmitt Bf 110
Messerschmitt Bf 110 Zerstörer – dwusilnikowy, całkowicie metalowy ciężki samolot myśliwski (wykorzystywany także jako samolot myśliwsko-bombowy) i rozpoznawczy konstrukcji niemieckiej z okresu II wojny światowej. W latach 1939–1945 kilka fabryk zbudowało łącznie 5760 maszyn.

## Historia
W 1934 Reichswehra wystąpiła z zapotrzebowaniem na ciężki dwusilnikowy myśliwiec eskortowy, który miał chronić samoloty bombowe przed wrogimi myśliwcami. Projekt nowego typu samolotu zlecono kilku firmom lotniczym, w tym Messerschmitt, Focke-Wulf i Henschel. Następnie Henschel opracował Hs 124, Focke-Wulf Fw 57 a Messerschmitt Bf 110, Bf 161 i Bf 162. W listopadzie 1936 RLM ostatecznie zdecydował się na zakup  dla lotnictwa niemieckiego – Luftwaffe Messerschmitta Bf 110, który powstał w zakładach Bayerische Flugzeugwerke (BFW). W Niemczech nazwano tę nową klasę samolotów Zerstörer (niem. niszczyciel). Oryginalne oznaczenie samolotu to Bf 110, pochodzące od skrótu ówczesnej nazwy wytwórni. Spotykane jest także oznaczenie uważane za  błędne – Me 110 wprowadzone po zmianie nazwy na Messerschmitt. Projektantem samolotu był prof. Willy Messerschmitt.
Bf 110 został opracowany jako wspornikowy, dwusilnikowy dolnopłat o całkowicie metalowej konstrukcji wykonanej z blachy duralowej, z chowanym podwoziem i podwójnym stabilizatorem pionowym, który zapewniał wolne pole ostrzału dla tylnego strzelca. Dwuosobowa załoga siedziała pod pięcioczęściowym, przeszklonym baldachimem, z którego w sytuacji awaryjnej można było wyrzucić trzy części. Pomiędzy gondolami silnika a kadłubem umieszczono cztery samouszczelniające się zbiorniki paliwa o łącznej pojemności 1270 litrów. Ponieważ planowany silnik DB 601 nie był początkowo dostępny, zastosowano Jumo 210 o mocy startowej 680 KM.
Budowę makiety i pierwszego prototypu rozpoczęto w lipcu 1934. Oznaczony jako V1 po raz pierwszy wzbił się w powietrze 12 maja 1936. Napęd Bf 110V1 stanowiły gaźnikowe silniki Junkers Jumo 210 B o mocy startowej 680 KM (500 kW) napędzające dwułopatowe śmigła. Także drugi prototyp V2 oblatany 24 października 1936 posiadał identyczne silniki. Dopiero trzeci prototyp V3, który jako pierwszy miał zamontowane cztery karabiny maszynowe MG 17 kal. 7,92 mm strzelające do przodu, napędzały silniki Daimler-Benz DB 600 A z bezpośrednim wtryskiem paliwa o mocy startowej 975 KM (717 kW). Jego pierwszy lot odbył się 24 grudnia 1936. W styczniu 1937 zakończono testy fabryczne trzech prototypów i maszyny wysłano na poligon w Rechlinie. Po pomyślnym zakończeniu testów Biuro Techniczne złożyło zamówienie na produkcję serii Bf 110 A-0.
W serii przedprodukcyjnej Bf 110A-0 (7 sztuk) oraz pierwszej wersji seryjnej Bf 110 B-1 (84 sztuki + 4 egzemplarze serii przejściowej) montowano silnik Junkers Jumo 210 Ga z bezpośrednim wtryskiem paliwa do cylindrów o mocy startowej 700 KM (515 kW), napędzający trójłopatowe śmigło. Prace nad wyborem optymalnego uzbrojenia trwały do wiosny 1938 roku.
15 marca 1938 wzbił się w powietrze pierwszy uzbrojony Bf 110, należący jeszcze do serii przedprodukcyjnej. Uzbrojenie samolotu, poczynając od wersji B, stanowiły 4 karabiny MG 17 i 2 nkm MG FF 20 mm montowane w przedniej części kadłuba oraz pojedynczy MG 15 montowany na ruchomym stanowisku na końcu kabiny, obsługiwany przez radiooperatora. Zapas amunicji do nkm MG FF 20 mm wynosił po 180 naboi na nkm (łącznie 360 sztuk naboi), do przednich MG 17 po 1000 naboi na km (łącznie 4000 sztuk naboi) i do tylnego karabinu 500 sztuk naboi. Wersja Bf 110C z 1939 roku otrzymała wreszcie docelowy silnik DB-601A-1 z bezpośrednim wtryskiem paliwa do cylindrów o mocy startowej 1100 KM i stała się pierwszą masową wersją seryjną. Od wersji B różniła się rurami wydechowymi silników skierowanymi do góry, mniejszymi osłonami chłodnic oleju pod silnikami, chłodnicami glikolu przeniesionymi pod skrzydła na zewnątrz od jednostek napędowych i kołami podwozia głównego w całości mieszczącymi się w powiększonych wnękach.
- Prędkość maksymalna osiągana przez prototypy Bf 110 w czasie prób:
  - V1, V2, nieuzbrojony z silnikiem Junkers Jumo 210 B o mocy startowej 680 KM (500 kW): 455 km/h na 3000 m,
  - V3, nieuzbrojony z silnikiem Daimler-Benz DB 600 A z bezpośrednim wtryskiem paliwa o mocy startowej 975 KM (717 kW): 505 km/h na 4000 m,
  - Bf 110 A-0, uzbrojony z silnikiem Junkers Jumo 210 Ga z bezpośrednim wtryskiem paliwa do cylindrów o mocy startowej 700 KM (515 kW): 435 km/h na 3500 m.

W powszechnej ocenie niemieckich pilotów, Bf 110B był samolotem zwrotniejszym i łatwiejszym w pilotażu od Bf 110C, choć z odczuwalnym niedoborem mocy. W wersji C wraz ze wzrostem prędkości opór sterów stopniowo zwiększał się, zmuszając pilota do użycia coraz większej siły przy zmianie kierunku lub wysokości lotu. Tym samym reakcje samolotu następowały z wyraźnym opóźnieniem. Jedyną zaletą Bf 110C były więc mocniejsze silniki i tym samym znacznie lepsze osiągi. Z uwagi na obciążenia działające na stery i duży promień skrętu, zalecano unikać walki z jednomiejscowymi myśliwcami, zwłaszcza walki kołowej.
Dane techniczno-taktyczne wersji Bf 110 B
- Masa
  - własna: 4876 kg
  - maksymalna startowa: 5695–5705 kg
- Wymiary
  - rozpiętość: 16,80 m
  - długość: 12,52 m
  - wysokość: 4,11 m
  - powierzchnia nośna: 45,62 m²
- Napęd: 2 silniki rzędowe Junkers Jumo 210 Ga o mocy startowej 700 KM (515 kW)
- Uzbrojenie: 5 karabinów maszynowych MG 17 kal. 7,9 mm, 2 nkm MG FF 20 mm
- Amunicja: po 1000 naboi na km w kadłubie, 500 naboi na km na tylnym stanowisku, po 180 naboi na nkm MG FF 20 mm
- Osiągi:
  - prędkość
    - maksymalna: 455 km/h na wysokości 4000 metrów
    - przelotowa: 320 km/h
    - wznoszenie: ... m/s

  - pułap: 7955 m
  - zasięg: 810 km, z dwoma dodatkowymi zbiornikami paliwa 1720 km
- Załoga: 2 (pilot + radiooperator-strzelec)

## Użycie bojowe

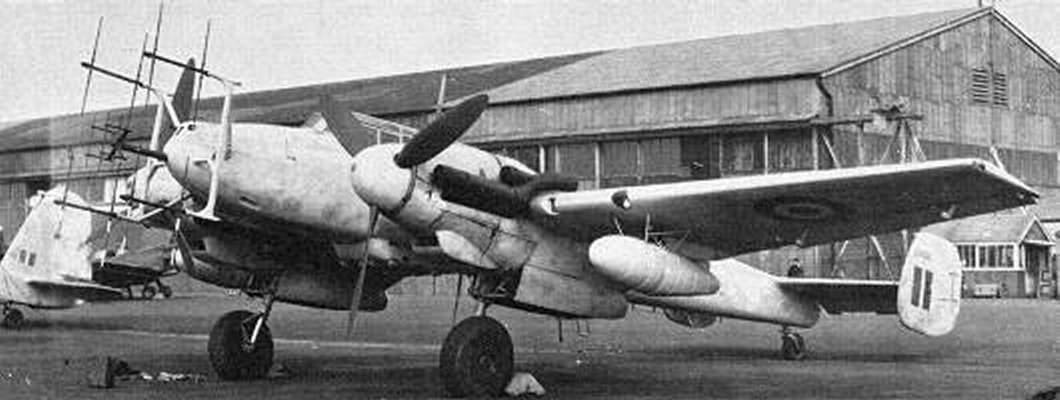
Zdobyty przez Brytyjczyków nocny myśliwiec Bf 110 G4, widoczne anteny radaru

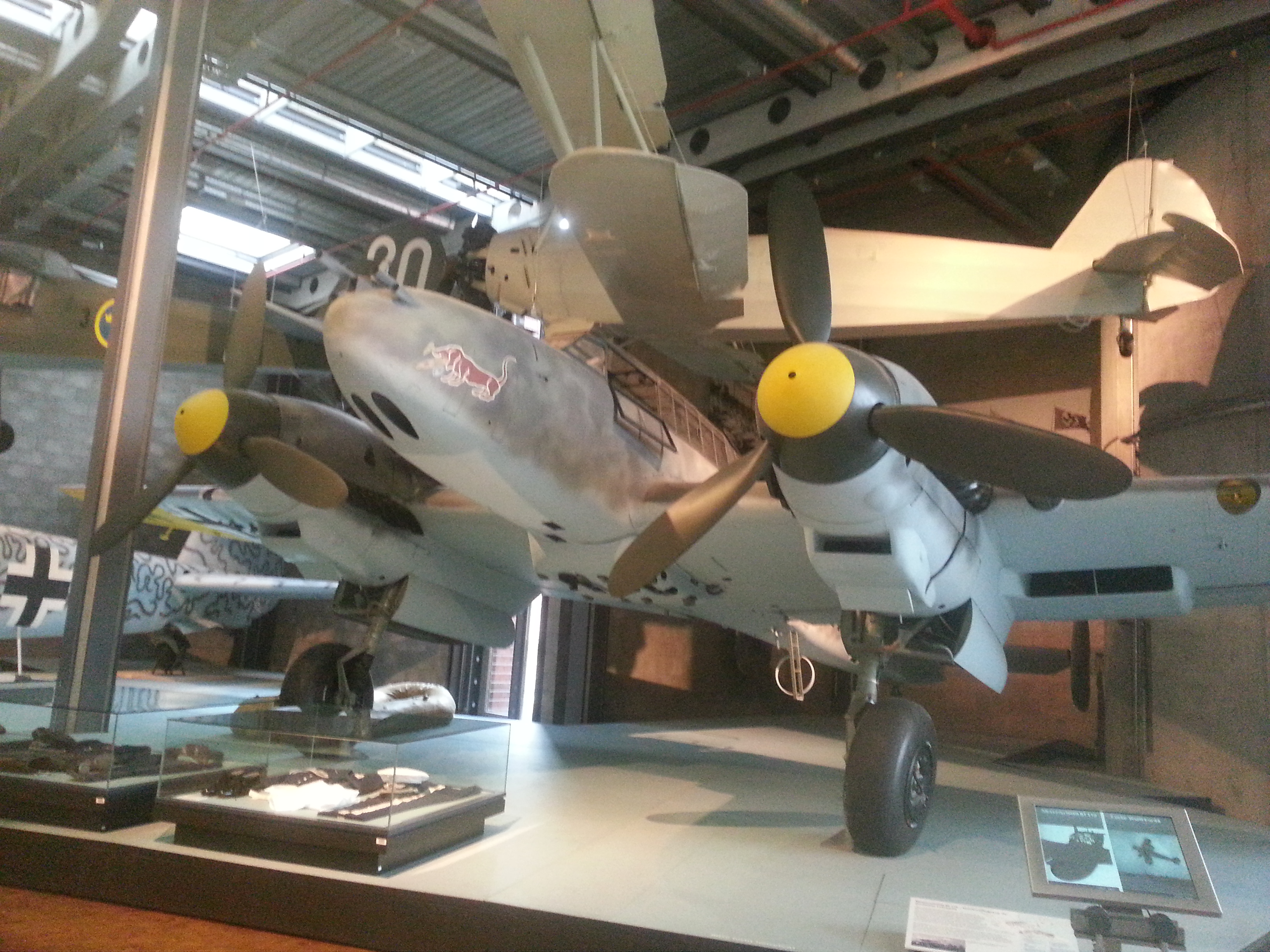
Zachowany Messerschmitt Bf 110 w Muzeum Techniki w Berlinie

Kampania wrześniowa w Polsce stanowiła pierwszy sprawdzian bojowy zarówno Bf 110, jak też opracowanej koncepcji jego użycia. PZL P.11 będące na wyposażeniu polskich eskadr myśliwskich wielokrotnie brały udział w powietrznych pojedynkach z Zerstörerami, będąc od nich zwrotniejsze. Jednak brak silnego uzbrojenia PZL P.11 powodował, iż wiele trafionych i uszkodzonych Bf 110 powracało na lotnisko. Z kolei atutami Bf 110 były prędkość i silne uzbrojenie – efektem trafienia P.11 salwą z 4 karabinów MG 17 i 2 nkm MG FF 20 mm były poważne uszkodzenia struktury płatowca, jego podzespołów, usterzenia oraz zerwanie dużych fragmentów poszycia. Większość z tych samolotów często była porzucana na lotniskach ze względu na rozmiar zniszczeń dokonanych przez ostrzał. W trakcie kampanii wrześniowej piloci PZL P.11 zestrzelili 5 Bf 110C i 2 Bf 110B, a także uszkodzili 4 Bf 110C i 1 Bf 110B. W działaniach w Polsce brał udział m.in. dywizjon I./ZG 1, który stracił dwa samoloty zestrzelone przez myśliwce i przynajmniej jeden przez obronę przeciwlotniczą, ponadto kilka uszkodzonych lub rozbitych, zgłaszając zestrzelenia 7 samolotów polskich. W czasie bitwy o Anglię w drugiej połowie 1940 w pojedynkach z myśliwcami brytyjskimi Supermarine Spitfire i Hawker Hurricane wzraźnie im ustępowały. Luftwaffe w bitwie o Anglię od lipca do końca września 1940 straciła w walkach 214 Bf 110, co stanowiło 60% stanu z 29 czerwca tego roku. Od 1941 używano ich z o wiele lepszym efektem jako myśliwców nocnych (wersje Bf 110G oraz Bf 110H). Były używane jako myśliwce bombardujące (w tzw. pułkach niszczycieli), myśliwce nocne i przechwytujące (w walkach z bombowcami alianckimi). Wyposażenie nowszych wersji w radar oraz dodatkowe działka sprawiło, także w formie Schräge Musik, że stały się one groźne dla bombowców brytyjskich latających na nocne wyprawy. Samoloty te z czasem przejęły główny ciężar obrony Rzeszy przed nocnymi nalotami alianckimi.

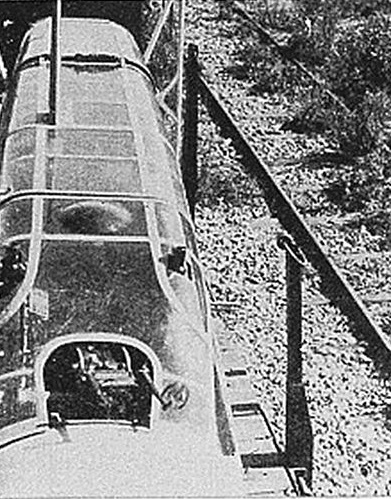
Widok od tyłu na kabinę myśliwca Bf 110 z dwoma działkami w układzie Schräge Musik (widoczne dwa wyloty działek po bu stronach kabiny w jej tylnej części

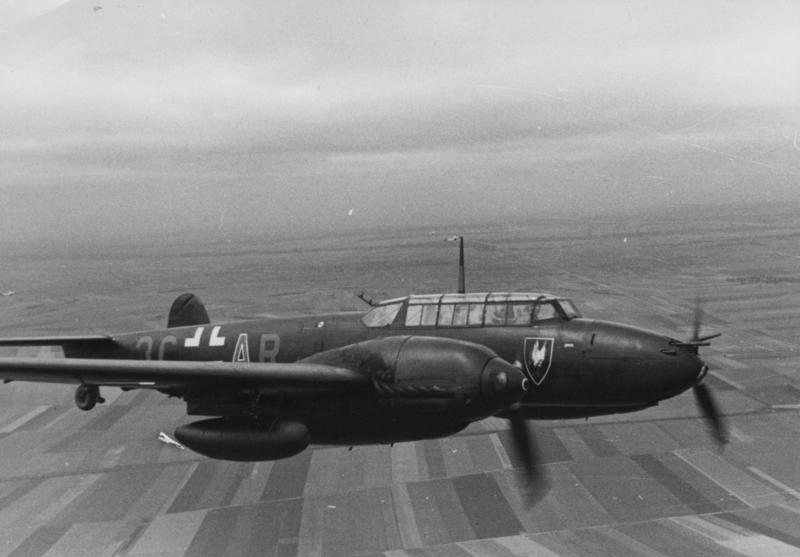
Bf 110 nad zachodnią Francją, 21 czerwca 1942 roku

Ta ciężka, dwusilnikowa maszyna nie sprawdziła się jako konwencjonalny myśliwiec za sprawą swej ograniczonej manewrowości. Jednocześnie układ chłodzenia i układ olejowy okazały się niezwykle wrażliwe na uszkodzenia spowodowane ostrzałem z powietrza i ziemi. W czasie walki powietrznej Bf 110 często tracił strzelca pokładowego, którego rolą była ochrona tylnej półsfery samolotu. Powodem tych strat było przede wszystkim niedostateczne opancerzenie stanowiska strzelca. Pewnym ratunkiem było tworzenie kręgu obronnego złożonego z kilku Bf 110 i stopniowe wycofywanie się tak utworzonej formacji w kierunku lotniska. Nie zawsze było to jednak możliwe.
W maju 1944 Bf 110 był już konstrukcją przestarzałą, jednak jego produkcję wciąż utrzymywano ze względu na zbyt powolne prace nad następcami.
Do końca wojny wybudowano 5762 samoloty Bf 110 w głównych wersjach od A do H i licznych podwersjach, oznaczanych dodatkowo cyframi i czasem literami.

## Opis konstrukcji
Dwusilnikowy metalowy dolnopłat, kadłub o konstrukcji półskorupowej, usterzenie podwójne. Załoga: 2 lub 3 osoby w zależności od wersji, w stosunkowo długiej przeszklonej kabinie, z tyłu kabiny stanowisko strzelca. Podwozie główne wciągane do gondoli silnikowych. Dwa silniki widlaste w układzie V-12. Stosowano silniki: Junkers Jumo 210Ga o mocy startowej 700 KM (wersje A-0, B), Daimler-Benz DB 601B-1 mocy 1100 KM (od wersji C), DB 601F o mocy 1350 KM (wersje F-1 – F-4), DB 605В-1 o mocy 1475 KM (wersje G, H).

## Dane techniczne samolotów Messerschmitt Bf 110
| Wersja                       | C-1 | G-4 |
| ---------------------------- | --- | --- |
| Masa własna (kg)             | 4425                                                                                                   | – |
| Masa całkowita startowa (kg) | 6750                                                                                                   | 10 024                                                                                                 |
| Rozpiętość skrzydeł (m)      | 16,25                                                                                                  | 16,26                                                                                                  |
| Długość (m)                  | 12,70                                                                                                  | 5 |
| Powierzchnia nośna (m²)      | 38,40                                                                                                  | – |
| Napęd                        | 2 silniki rzędowe Daimler-Benz DB 601 A-1 o mocy 1100 KM każdy                                         | 2 silniki rzędowe Daimler-Benz DB 605 B-1 o mocy 1475 KM każdy                                         |
| Uzbrojenie                   | 2 działka kal. 20 mm FF 4 karabiny maszynowe kal. 7,92 mm MG 17 1 karabin maszynowy kal. 7,92 mm MG 15 | 2 działka kal. 30 mm MK108 i 4 MG151/20 kalibru 20 mm 1 podwójny karabin maszynowy kal. 7,92 mm MG 81Z |
| Prędkość maksymalna (km/h)   | 525 | 550 |
| Pułap (m)                    | 10 000                                                                                                 | – |
| Zasięg (km)                  | 1100                                                                                                   | 900 |